# Bandmof
Een bandmof is een elektro-mof bedoeld om verbinding te maken tussen twee "STAAL PUR PE"-buizen. Deze laatste zijn geïsoleerde buizen voor het transport van vloeistoffen en gassen. Het is een tegenwoordig veel toegepaste verbindingstechniek.

## Lassen
De bandmof is gemaakt van HDPE. Het is een elektro-mof, hetgeen inhoudt dat het lassen van de mof aan de buizen gebeurt door verhitting van de binnenzijde van de mof met behulp van een computergestuurde elektrische stroom. Daarvoor is er in de mof een elektrische spoel aanwezig met aansluitpunten aan de buitenzijde. Als de verbinding is gelast, wordt deze met 0,05 bar afgeperst en afgewerkt met tweecomponentenpurschuim en polifusie-dopen, door middel van spiegellas. Deze werkzaamheden worden uitgevoerd door gecertificeerde isoleerders.